# فرودگاه شهدای ایرانشهر
فرودگاه شهدای ایرانشهر فرودگاهی در کشور ایران با کد یاتا IHR و ایکائو OIZI است که در شهر ایرانشهر (سیستان و بلوچستان) قرار دارد.
در سال ۲۰۱۶ میلادی ۲۹۲ نشست و برخاست هواپیما در این فرودگاه انجام شد و ۳٬۴۳۰ نفر مسافر و ۳۱٬۷۲۷ کیلوگرم بار از طریق آن جابجا شدند.

## شرکت‌های هواپیمایی و مقاصد پروازی
| شرکت‌های هواپیمایی | مقصدهای پروازی         |
| ----------------- | ---------------------- |
| ایران ایر         | کنارک (چابهار)، زاهدان |
| هواپیمایی پارس    | مهرآباد                |
| هواپیمایی ماهان   | کرمان،                 |
| هواپیمایی ماهان   | جیرفت، سیرجان، مهرآباد |